# 전엽체

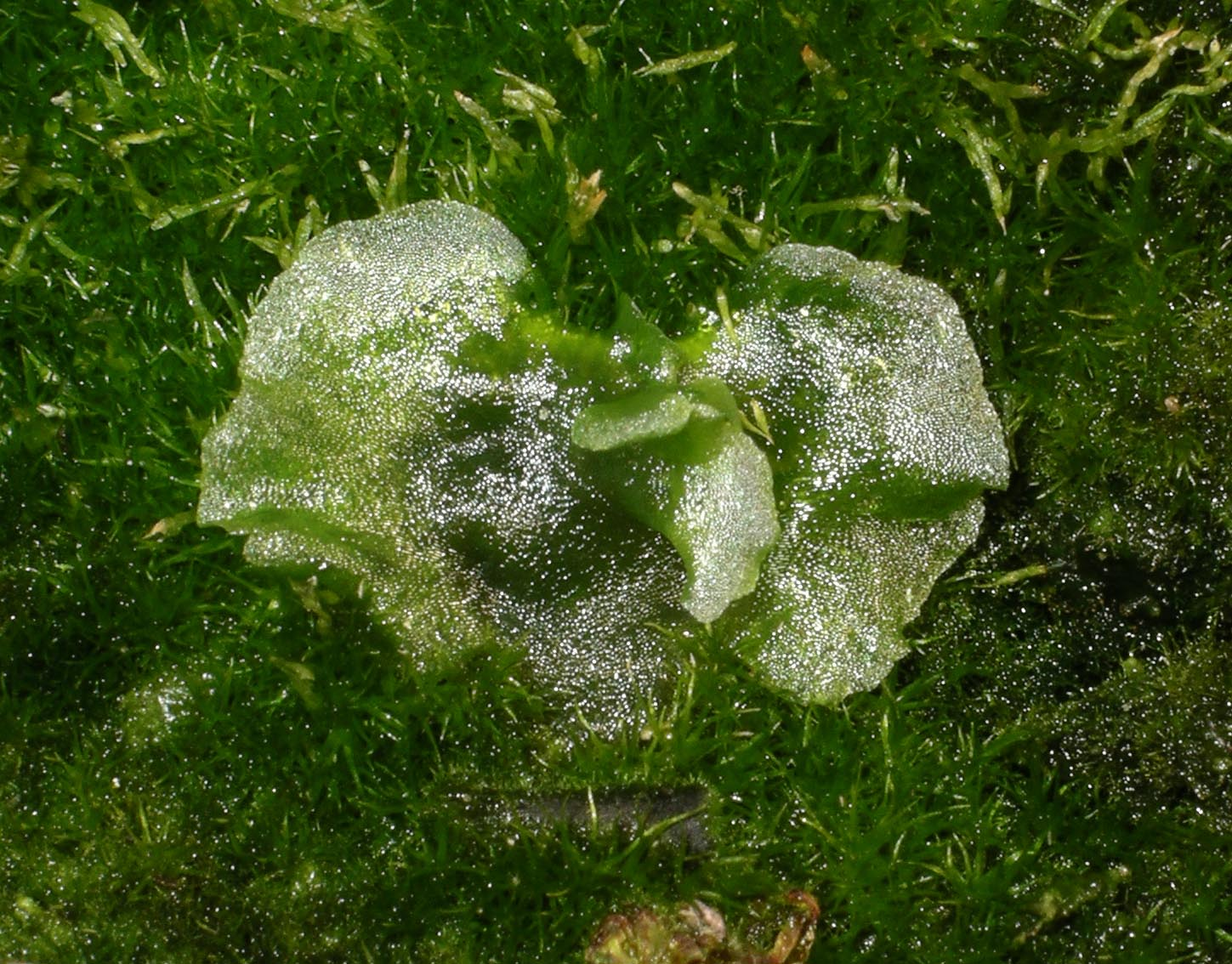
딕소니아 안타르크티카 나무 양치류의 전엽체

전엽체(前葉體, prothallium 또는 prothallus)는 양치류 또는 기타 양치식물의 생활 단계 중 배우체 단계이다.
포자는 발아하여 대개 3-5세포로 이루어진 원사체 (原絲體)의 단계를 거쳐 하트형의 엽상체(전엽체)가 된다. 전엽체의 중앙부는 다세포층으로 이루어져 있으며 그 밑면에 장란기가 생기게 된다. 한편, 장정기는 꼬리부분 또는 날개 가장자리에 생긴다.
장정기는 천문대의 돔 같은 모양으로 대세포(臺細胞), 측벽 세포(側壁細胞) 및 개세포(蓋細胞)로 둘러싸여 있고, 머리 부분에는 20-40개의 편모가 나타난다. 한편, 장란기는 전체적으로 밑바닥이 둥글고 윗면이 길게 나와 있는 플라스크 모양으로 배 쪽은 생식상(生殖床) 속에 묻혀 있으며, 위로 길게 나온 목 부분(경부)은 4열 정도로 4-8개의 세포로 이루어져 표면으로부터 튀어나와 있다.
이러한 목부에는 2개의 핵을 가진 경구 세포(頸溝細胞)가 있으며, 배 쪽에는 복구 세포(腹溝細胞)와 난세포가 만들어진다.
장란기가 성숙하면, 복구 세포와 경구 세포가 녹아 점액이 되어 목부분으로부터 방출된다. 그러면 정자는 이 점액 물질에 끌려 장란기 가까이로 헤엄쳐와서 목 부분을 통해 난자에 이르게 되며 이윽고 수정하게 된다.
이와 같은 고사리류의 정자는 여러 가지의 유기산(有機酸)에 대해 양(陽)의 주화성(走化性)을 갖고 있으므로, 점액 물질도 유기산을 함유하고 있을 것으로 추측된다.